# Nachal Bokek
Nachal Bokek (hebrejsky נחל בוקק) je vádí v jižním Izraeli, na pomezí severovýchodního okraje Negevské pouště a Judské pouště.
Začíná v nadmořské výšce přes 300 metrů v kopcovité pouštní krajině na svazích hory Har Ben Nešer, cca 6 kilometrů jihovýchodně od města Arad. Směřuje pak k jihovýchodu, přičemž se zařezává do okolního terénu. Podél vádí prochází v úseku několika kilometrů dálnice číslo 31. Z jihu míjí horu Har Parsa a vrch Giv'at Ša'at, ze severu skalnaté návrší Cuk Tamrur. Pak se vádí stáčí dočasně k severovýchodu, zleva sem od západu přitéká vádí Nachal Ša'at. V posledním úseku prudce klesá do příkopové propadliny u Mrtvého moře skrz úzkou skalnatou soutěsku. Tento úsek je turisticky využíván. Nachází se tu pramen Ejn Bokek (עין בוקק) a lokalita má unikátní ekosystém. Stojí tu také ruiny starověké pevnosti Mecad Bokek. Pak podchází dálnici číslo 90 a v prostoru turistického centra Ejn Bokek ústí do Mrtvého moře, respektive do jeho jižní části, která je kvůli poklesu hladiny oddělena od severní části a má charakter menší vodní plochy.